# 中山忍
中山 忍（なかやま しのぶ、1973年〈昭和48年〉1月18日 - ）は、日本の女優。元アイドル歌手。
東京都東久留米市出身。亜細亜大学経済学部中退。所属事務所はオフィスミューズ。実姉は女優の中山美穂。

## 略歴

### スカウト～デビューまで
姉と弟に挟まれた3人姉弟の次女として生まれる。日出女子学園高校卒業。
すでにアイドルとして活躍していた、姉の美穂を家族と共に成田空港へ見送りに来ていた時に、美穂の事務所スタッフの目にとまり、スカウトをされる（吉田啓一郎監督から声を掛けられた）。「20歳までやってみて、芽が出なかったら辞めたらいい」との母の言葉に背中を押され、デビューを決めた。

### アイドル時代
1988年、テレビドラマ『オトコだろッ!』で女優デビューし、同年11月2日にCBS・ソニーから『小さな決心』でアイドル歌手デビュー。同期歌手デビューに島崎和歌子・マルシア・田村英里子・深津絵里・石原詢子・千葉美加・河田純子・細川直美・川越美和らがいた。ソロ活動のほか河田純子・田山真美子との"楽天使"、さらにメンバーを増やした"七つ星"などの期間限定のアイドルユニットとしても活動したが、歌手活動は1990年いっぱいで休止する。
"楽天使"の天使の衣装を身に纏ったコスプレは当時としては画期的なコンセプトであり、純白の天使の衣装を着ての全国キャンペーンは、1989年のアイドル・シーンで一番のハイライトであったともされる。翌1990年にかけてシングル、アルバム、写真集、ビデオを発表、話題を呼んだ。本人は歌に自信がなく歌手活動にあまり積極的ではなかったこともあり、本番で歌詞や振付けを忘れることが時々あったという。CBS・ソニーでは河合その子のディレクターを務めた藤岡孝章が中山のディレクションを担当した。1990年、中原俊監督のオリジナルビデオ『Doki Doki ヴァージン もういちど I LOVE YOU』で思春期の恋に揺れる女子高の水泳部員を好演。女優として注目を集めるきっかけとなる。

### 女優としての活動
1991年からは女優業に専念。『ナースステーション』（TBS系）『ピットに賭ける恋』（フジテレビ系）『刑事貴族3』（日本テレビ系）などのテレビドラマに出演し、主に清楚で可憐な少女のイメージが固まっていく。1993年には『夜逃げ屋本舗2』で劇場映画初出演。1994年にはジェット・リーと共演した『フィスト・オブ・レジェンド』で香港映画にも出演したが、ここまでは華を添えるヒロインの域を出ていなかった。
1995年、金子修介監督『ガメラ 大怪獣空中決戦』では、アクティブな鳥類学者の役を演じて一躍脚光を浴び、それまでの清楚な少女のイメージから完全に脱却。第19回日本アカデミー賞優秀助演女優賞をはじめとして、各映画祭で助演女優賞を獲得した。なかでもヨコハマ映画祭、ブルーリボン賞では姉の中山美穂が『Love Letter』で主演女優賞を受賞しており、史上初の姉妹同時受賞となった。以降2時間ドラマを中心に連続ドラマ、舞台、CMなどで活躍している。
2018年にデビュー30周年を迎えた。
50歳を迎えた2023年1月、「COTTON CLUB」（東京・丸の内）で歌手として30数年ぶりとなるライブを開催。

## 人物

### 「中山美穂の妹」と呼ばれて
デビュー当時は忍を取り上げた記事やインタビューに必ず「中山美穂の妹」とキャプションがつくことから「やはり姉の傘の下に守られているから仕事の依頼がくるのではないのか」と自らの仕事や在り方に悩んだこともあり、「妹と言われることも嫌だった」という。デビューからしばらくは、そうした形容で注目されたため、内心「“中山忍”という個人はどこに行っちゃうんだろう」という不安を抱えていた。とはいえ姉とは不仲にならず、天才肌な姉を羨ましく思っていた。
1991年、フジテレビの番組『ものまね珍坊』に出演した時、所属事務所から番組側に「姉の話題はNG」と通達が出ていたにもかかわらず、同番組出演者の清水アキラから姉・美穂のものまねを要求された（これは清水のアドリブで、番組の台本にも無かったことだったという）ことで、本人曰く「心が傷付き」泣きながら「もうバラエティーには出たくない」と訴えて、結局この一件がアイドルを辞める原因となった。この件については、中山が2018年9月19日放送のフジテレビ系「梅沢富美男のズバッと聞きます!」に出演した際に清水から謝罪されている。このようなことから“女優として経験を積み重ねていくしかない”と決意し、歌手活動も休止することになった。
上記以外にも仕事に関して色々と悩むこともあったが、デビューから15年ほど経った頃にようやく吹っ切れたとのこと。2023年時「私の中で“推し活”はお姉ちゃんなんです」と評しており、美穂のコンサートをプライベートでよく観に行っていたという。
2024年12月6日、美穂が54歳で急逝。同月12日に営まれた家族葬で忍は喪主を務めた。
美穂の最後のテレビドラマ出演作となった『日本一の最低男 ※私の家族はニセモノだった』（2025年1月期放送、フジテレビ）において、美穂が演じた役の設定を引き継ぐ役柄で忍が出演することになった。

### その他
1993年に『ゴジラvsメカゴジラ』、1995年に『ガメラ 大怪獣空中決戦』に出演したことでゴジラ映画とガメラ映画の双方に出演した初の女優となった。NHKの科学番組などへの出演も多い。
2時間ドラマの助演回数は120回以上とすべての女優において歴代屈指の記録であり、メディア研究者の大野茂は、「オモテの女王」の沢口靖子に対し、中山を2時間ドラマの「ウラの女王」と評している。
2時間ドラマに本気で向き合い、役者人生が変わったきっかけともなった渡瀬恒彦からは、兄・渡哲也と比べられるなど自分と似たような境遇があっただけに良く思いやられたことがあった。
2022年から「メイ」と名付けたポメラニアンを飼っている。
アイドル時代の同期である島崎和歌子とは、2023年現在も二人で食事に行くなど長年に渡って交流が続いている。
2023年頃にトークバラエティ番組『踊る!さんま御殿!!』（日本テレビ系）に3回出演し、このうち2回「今週の踊る!ヒット賞」をもらった。

## 出演

### テレビドラマ

#### 1980年代
1988年
- オトコだろッ!（7月21日 - 9月22日、フジテレビ系列）
- ワイルドで行こう! BORN TO BE WILD（10月17日 - 1989年3月20日、フジテレビ系列）

#### 1990年代
1991年
- ナースステーション（1月15日 - 3月18日、TBS系列） - 秋本加代 役
- 不思議な幻燈館（4月2日 - 1992年3月30日、テレビ朝日系列）
- 映画みたいな恋したい「パリの恋人」（4月20日、テレビ東京）
- 稲川淳二のトゥルーストーリー 冥土へおいでよ!（1991年7月31日、関西テレビ）
- 世にも奇妙な物語「告白パーティー」（8月29日、フジテレビ系列）
- ピットに賭ける恋（9月23日、フジテレビ系列）

1992年
- 刑事貴族3（4月17日 - 12月25日、日本テレビ系列） - 田辺しのぶ 役
- 本当にあった怖い話「死者からのプロポーズ」（6月8日、テレビ朝日）
- たんぽぽクラブ（1992年6月22日 - 25日、テレビ朝日、ネオドラマ）
- 朝比奈周平ミステリー4・木曽路殺人事件（10月20日、日本テレビ系列、火曜サスペンス劇場） - 塚本奈津子 役
- みんな夢の中〜ある偽ハマクラ伝〜（12月28日、関西テレビ）

1993年
- ちょっと危ない園長さん（1月9日 - 3月20日、日本テレビ系列、土曜グランド劇場） - 鳩山洋子 役
- 映画みたいな恋したい「恋のゆくえ」（3月13日、テレビ東京）
- ピアスの女（7月26日 - 29日、テレビ朝日、ネオドラマ）

1994年
- 銀色の恋文（フジテレビ、未放送作品 / ※2009年11月14日に森繁久弥の追悼番組として放送）

1995年
- シングルアゲイン（1995年3月）
- 風たちの遺言（4月3日 - 5月26日、CBC製作・TBS系列、ドラマ30）

1996年
- 早乙女千春の添乗報告書2・青森湯けむりツアー殺人事件（1月15日、TBS系列、月曜ドラマスペシャル） - 沢口君子 役
- 家族注意報!（8月5日 - 8月29日、NHK総合テレビ） - 秋山美香 役
- クラインの壺（3月18日 - 29日、NHK教育テレビ） - 高石梨紗 役
- 牟田刑事官事件ファイル22・関門海峡〜横浜 連続殺人にナゾの女!（11月9日、テレビ朝日系列、土曜ワイド劇場） - 速水好美 役

1997年
- 炎の奉行 大岡越前守（1月2日、テレビ東京） - お恵 役
- スリ三姉妹シリーズ・花吹雪美人スリ三姉妹がいく（3月15日、テレビ朝日系列、土曜ワイド劇場） - 桜吹雪佳りん 役
- あした吹く風（4月14日 - 5月30日、TBS系列、花王愛の劇場） - 主演・三枝初音 役
- 腕まくり看護婦物語7 結婚旋風編（5月16日、フジテレビ、金曜エンタテイメント） - 奥田梢 役
- 検視官江夏冬子シリーズ 京都清水坂殺人事件（6月30日） - 杉尾朱子 役
- 十津川警部シリーズ14・海を渡った愛と殺意（12月29日、TBS系列、月曜ドラマスペシャル） - 倉田真知子 役

1998年
- 新・御宿かわせみ（テレビ朝日系列）
- 浅見光彦シリーズ10・隠岐伝説殺人事件（3月23日、TBS系列、月曜ドラマスペシャル） - 佐治貴恵 役
- 石光真清の生涯（5月4日 - 7日、NHK）
- 江戸川乱歩の十字路（9月19日、テレビ朝日系列、土曜ワイド劇場） - 相馬芳江 役
- はみだし刑事情熱系（PART III）（10月7日 - 1999年3月24日、テレビ朝日系列） - 山口さくら 役

1999年
- 彼女たちの時代（7月7日 - 9月22日、フジテレビ系列） - 浅井次子 役
- はみだし刑事情熱系（PART IV）（10月6日 - 2000年3月29日、テレビ朝日系列） - 山口さくら 役

#### 2000年代
2000年
- 斜光の海（2000年4月9日、関西テレビ）
- 狩矢父娘シリーズ1・京都貴船川殺人事件（10月28日、テレビ朝日系列、土曜ワイド劇場） - 岸マリ子 役
- 京都祇園入り婿刑事事件簿7（12月1日、フジテレビ系列、金曜エンタテイメント） - 志乃 役

2001年
- 鞍馬天狗（2001年3月9日、フジテレビ系列、金曜エンタテイメント）
- ビッグウイング「最終話（第10話）」（3月20日、TBS）
- 泥棒家族・第2弾後編（4月18日、日本テレビ） - 南町署の女性警察官 役
- 壁ぎわ税務官(1) （5月4日、フジテレビ系、金曜エンタテイメント） - 比企益代 役
- 監察医薮野善次郎9〜死体は知っている〜（5月21日、TBS、月曜ミステリー劇場）
- 京都迷宮案内3「第18話 復讐を呼ぶスクープ! 悪女になった美人記者!!」（6月21日、テレビ朝日系列） - 河野美幸 役
- 浅見光彦シリーズ12・三州吉良殺人事件（7月6日、フジテレビ系、金曜エンタテイメント） - 鹿島里美 役
- 身辺警護(8) （8月14日、日本テレビ系列、火曜サスペンス劇場） - 坂崎宏美 役
- 茂七の事件簿 ふしぎ草紙 第1シリーズ「第7話 迷子のしるべ」（NHK） - おたえ 役
- 高木検事室の事件簿「紫陽花は死の香り」（9月5日、テレビ東京系列、女と愛とミステリー） - 野村麻由美 役
- 眼科医 小室瞳の推理カルテ1（9月15日、テレビ朝日系列、土曜ワイド劇場） - 氷川雪乃 役
- ミステリー作家小春センセイの事件簿2（2001年10月19日、フジテレビ系、金曜エンタテイメント）
- ピッキングトリオの事件簿（11月2日、フジテレビ系、金曜エンタテイメント） - 神谷麻里 役
- 1億2千万人のボーイフレンド・出会い系サイト殺人事件（12月21日、フジテレビ系、金曜エンタテイメント） - 篠原リエ 役

2002年
- 警察医・花井吾朗の殺人カルテ・神戸〜江戸川殺人水路（2月17日、テレビ東京系列、女と愛とミステリー） - 中川静江 役
- 蘇る陰陽師 誰も行かない墓殺人事件（3月25日、フジテレビ系） - 直子（若女将） 役
- 弁護士 朝吹里矢子2・衝動殺人の謎（6月17日、TBS系列、月曜ミステリー劇場） - 春日三千代 役
- 科捜研の女4「FILE.2 私は殺してない! 記憶を奪われた美女の謎」（8月1日、テレビ朝日系列） - 高須洋子 役
- おばはん刑事!流石姫子7・横浜港涙の連続殺人（9月7日、テレビ朝日系列、土曜ワイド劇場） - 白島真奈美 役
- 赤ひげ（12月28日、フジテレビ系） - ちぐさ 役

2003年
- 信濃のコロンボ事件ファイル3・「信濃の国」殺人事件（2月5日、テレビ東京系列、女と愛とミステリー） - 馬渕洋子 役
- 女将になります!（3月31日 - 、NHK総合テレビ） - 永山久美 役
- 伊豆〜金沢・犀賀焼殺人事件（7月6日、テレビ東京系列、女と愛とミステリー） - 尾崎春名 役
- 子連れ狼第2部 第1話（7月7日、テレビ朝日系列）
- 共犯者（10月15日 - 12月17日、日本テレビ系列） - 塔山紗江 役
- 新・京都祇園芸妓シリーズ 都おどり殺人事件（11月28日、フジテレビ系、金曜エンタテイメント） - 千代乃（芸妓） 役
- 独身3!!（12月12・19日、テレビ朝日系列）

2004年
- 神父・草場一平の推理1（6月5日、テレビ朝日系列、土曜ワイド劇場） - 赤沢可奈子 役
- はみだし弁護士・巽志郎8（6月19日、テレビ朝日系列、土曜ワイド劇場） - 浅野由美子 役
- 美人三姉妹の推理旅行（6月26日、テレビ朝日系列、土曜ワイド劇場）
- バツ彼（7月1日 - 9月16日、TBS系列） - 田辺紘子 役
- 森村誠一サスペンスシリーズ4・街（7月12日、TBS系列、月曜ミステリー劇場） - 立科由美 役
- おみやさん「File.4」（7月15日、テレビ朝日系列）
- 男たちの宿題（8月13日、フジテレビ、金曜エンタテイメント）
- 八つ墓村（10月1日、フジテレビ、金曜エンタテイメント） - 鶴子 役
- 弟（11月17日 - 21日、テレビ朝日系列） - 内藤医師（向井千秋）役
- 監察医・篠宮葉月 死体は語る5・男の転落死に不審な皮下出血（12月1日、テレビ東京系列、女と愛とミステリー） - 根本沙織 役
- 忠臣蔵（12月6日、テレビ東京系列）

2005年
- 生きたい〜家族の命リレー・生体肝移植〜（1月22日、テレビ朝日系列） - 兵藤曙子 役
- 北ホテル3（2005年3月8日、日本テレビ系列、火曜サスペンス劇場） - 近藤杏子 役
- 神楽坂署生活安全課1・迷刑事エイジ＆ロク（5月25日、テレビ東京系列、水曜ミステリー9） - 立花弘子 役
- 離婚弁護士II〜ハンサムウーマン〜 第7話（5月31日、フジテレビ系列） - 野波真理 役
- 法医学教室の事件ファイル21・集団自殺サイトで狙われた女たち（6月25日、テレビ朝日系列、土曜ワイド劇場） - 津田玲子 役
- ゆくな!龍馬（8月31日 - 9月21日、フジテレビ系列）
- 大奥〜華の乱〜（10月13日・11月10日 - 12月22日、フジテレビ系列） - 大典侍（綱吉側室） 役
- ムコ入り刑事 高山家・明の事件ファイル2（12月12日、TBS系列、月曜ミステリー劇場） - 吉沢由起 役

2006年
- 7人の女弁護士「第3話」（4月27日、テレビ朝日系） - 池内真理子 役
- 狩矢警部シリーズ2・京都弓道殺人事件（5月1日、TBS系列、月曜ゴールデン） - 宮本まゆみ 役
- 密会の宿5 不倫同窓会殺人事件（5月31日、テレビ東京系列、水曜ミステリー9） - 浅尾由紀 役
- 占い師みすず　事件は運命の彼方に（6月5日、TBS系列、月曜ゴールデン） - 志賀瑛子 役
- スイーツドリーム（9月4日 - 10月27日、TBS系列、愛の劇場） - 山下涼子 役
- 仕掛人・藤枝梅安（11月4日、フジテレビ系、土曜プレミアム） - お仲 役

2007年
- 八州廻り桑山十兵衛〜捕物控ぶらり旅「最終話」（7月10日、テレビ朝日系列） - おたき 役
- 刺客請負人（7月20日 - 9月14日、テレビ東京系列） - お静 役
- 新・警視庁女性捜査班2（11月3日、テレビ朝日系列、土曜ワイド劇場） - 三枝茜 役

2008年
- 津軽海峡ミステリー航路7（2月29日、フジテレビ、金曜プレステージ） - 中道凉子 役
- 狩矢父娘シリーズ9・京料理殺人事件（5月24日、テレビ朝日系列、土曜ワイド劇場） - 栗田麻子 役
- パズル「第8話」（6月6日、ABC・テレビ朝日系） - 庵藤椿 役
- オトコマエ!「第11・12話」（7月12日、NHK） - お雪 役
- 刺客請負人2（7月18日 - 9月12日、テレビ東京系列） - お静 役
- 内田康夫名作選(2)信濃のコロンボ事件ファイル『信濃の国』 殺人事件（12月3日、テレビ東京系列、水曜ミステリー9） - 馬渕洋子 役

2009年
- 寧々〜おんな太閤記（1月2日、テレビ東京、新春ワイド時代劇） - まつ 役
- 天才刑事・野呂盆六シリーズ3（1月17日、テレビ朝日系列、土曜ワイド劇場） - 望月伊波 / 佐倉和保 役（二役）
- 十津川刑事の肖像 人探しゲーム（5月8日、フジテレビ、金曜プレステージ） - 三田村冴子 役
- さだまさし父の日ドラマSP「親父の一番長い日」（6月19日、フジテレビ、金曜プレステージ） - 墨田尚子 役
- 芸者小春姐さん奮闘記6（7月8日、テレビ東京、水曜シアター9） - 寿美花 役
- メイド刑事「第3話」（7月10日、テレビ朝日系列） - 大空瞳 役
- 刑事の妻〜デカツマ〜 妻の浮気チェックが不倫連続殺人事件を呼ぶ!（8月8日、テレビ朝日、土曜ワイド劇場） - 阿部真澄 役

#### 2010年代
2010年
- 赤かぶ検事 京都篇「第5話」（2月10日、TBS系列） - 椙田魔也子 役
- ハンチョウ〜神南署安積班〜シリーズ2「第6話」（2月17日、TBS系列） - 江藤紀子 役
- 十津川警部シリーズ43・伊勢志摩殺人迷路（3月29日、TBS系列、月曜ゴールデン） - 鈴木京子 役
- おみやさん 第7シリーズ「第１話　第二部」（4月15日、テレビ朝日系列） - 原田（飯山）映子 役
- タクシードライバーの推理日誌27・殺意の子守唄（10月9日、テレビ朝日系列、土曜ワイド劇場） - 藤井響子 役

2011年
- Dr.伊良部一郎「第6話」（3月6日、テレビ朝日系列） - 大森加奈 役
- 遺留捜査「第1話」（4月13日、テレビ朝日系列） - 相川雪江 役
- 温泉若おかみの殺人推理22・みちのく花巻〜殺人は下校チャイムで始まった!!（5月28日、テレビ朝日系列、土曜ワイド劇場） - 伊藤直子 役
- 上条麗子の事件推理8・死を呼ぶ男鹿〜角館〜乳頭温泉ライン（6月20日、TBS系列、月曜ゴールデン） - 中原茜 役
- 新・警視庁捜査一課9係 season3「第11話」（9月14日、テレビ朝日系列） - 篠原真由美 役
- 山村美紗サスペンス 赤い霊柩車シリーズ28・漆黒の記憶（10月7日、フジテレビ、金曜プレステージ） - 親王寺由加子 役
- 金曜プレステージ・夏樹静子作家40年記念「第三の女」（12月2日、フジテレビ） - 大湖志保子 役
- クルマのふたり〜TOKYO DRIVE STORIES 第4話「眺めのいい部屋」（12月3日、TwellV） - 細野かおり 役

2012年
- 忠臣蔵〜その義その愛（1月2日、テレビ東京、新春ワイド時代劇） - 明石太夫 役
- 温泉女将ふたりの事件簿 愛媛道後温泉 五・七・五の殺人（5月16日、テレビ東京、 水曜ミステリー9） - 三上涼子役
- 山村美紗サスペンス 黒の滑走路2・花婿がみた悪魔（5月25日、フジテレビ、金曜プレステージ） - 永井朱美 役
- 土曜ワイド劇場 / 大崎郁三の事件散歩（6月30日、テレビ朝日） - 柳瀬志織 役
- 捜査地図の女「第6話」（11月29日、テレビ朝日系列） - 藤野加織 役

2013年
- 女三代 如月法律事務所2（2月6日、テレビ東京、水曜ミステリー9） - 里田沙代 役
- 相棒 season11 第16話「シンデレラの靴」（2013年2月20日、テレビ朝日） - 桂馬麗子 役
- ダブルス〜二人の刑事「第3話」（2013年5月2日、テレビ朝日） - 相田若葉 役
- 天使はモップを持って（5月4日 - 5月25日、NHK BSプレミアム） - 富永里子 役
- 浅草下町通交番 子連れ巡査の捜査日誌（7月24日、テレビ東京、水曜ミステリー9） - 小林弘美 役
- 検事・朝日奈耀子14（10月26日、テレビ朝日系列、土曜ワイド劇場） - 戸川麻衣 役
- 刑事吉永誠一 涙の事件簿（10月 - 12月、テレビ東京系、連続ドラマ） - 吉永照子 役

2014年
- 影武者 徳川家康（1月2日、テレビ東京、新春ワイド時代劇） - 於江の方 役
- 森村誠一サスペンス 刑事の証明7（4月9日、テレビ東京系列、水曜ミステリー9） - 松崎典子 役
- デパート仕掛け人!天王寺珠美の殺人推理7・和菓子の老舗で連続殺人!（5月17日、テレビ朝日系列、土曜ワイド劇場） - 長峰朝子 役
- ヤメ判 新堂謙介 殺しの事件簿3（5月26日、TBS系列、月曜ゴールデン） - 恩田珠子 役
- 刑事・ガサ姫〜特命・家宅捜索班〜3（6月11日、テレビ東京系列、水曜ミステリー9） - 風間亜希子 役
- 西村京太郎スペシャル 警部補・佐々木丈太郎7（6月20日、フジテレビ、金曜プレステージ） - 平田真澄 役
- 財務捜査官 雨宮瑠璃子8（7月21日、TBS系列、月曜ゴールデン） - 近藤雪乃 役
- 温泉 (秘) 大作戦14・南部鉄器の美人職人と美肌効果の露天風呂!（8月16日、テレビ朝日系列、土曜ワイド劇場） - 及川優子 役
- 新・刑事吉永誠一（10月 - 12月、テレビ東京系、連続ドラマ） - 吉永照子 役[22]

2015年
- 出入禁止の女〜事件記者クロガネ〜「第1話」（1月15日、テレビ朝日） - 南条みちる 役
- おふくろ先生の診療日記7（4月6日、TBS系列・毎日放送、月曜ゴールデン） - 林すみ香 役
- 三匹のおっさん2〜正義の味方、ふたたび!!〜「第6話」（5月29日、テレビ東京） - 黒田寛子 役
- 京都南署鑑識ファイル 第9作「仕組まれた医療ミス殺人の謎!! 身長差10cmの犯人の完全犯罪!?」（6月20日、テレビ朝日、土曜ワイド劇場） - 桐生彩乃 役
- リスクの神様「第6話」（8月19日、フジテレビ） - 望月貴子 役
- ドクター彦次郎 〜塀の中から来た名医（10月3日、テレビ朝日、土曜ワイド劇場） - 瀬川瑠璃子 役[23]
- 100の資格を持つ女〜ふたりのバツイチ殺人捜査〜10・店長から板前まで全員が女性の居酒屋チェーンで連続殺人事件!（10月10日、テレビ朝日系列、土曜ワイド劇場） - 田中成実 役
- ゴーストライターの殺人取材2・セレブの罪を代筆する女!（11月14日、テレビ朝日系列、土曜ワイド劇場） - 大滝千鶴子 役
- 法医学教室の事件ファイル41・愛人は二度死ぬ…女医の教え子が殺人!?（11月28日、テレビ朝日系列、土曜ワイド劇場） - 村越梢 役

2016年
- タクシードライバーの推理日誌39・スキャンダルな乗客!!（3月26日、テレビ朝日系列、土曜ワイド劇場） - 森川時枝 役
- 警視庁・捜査一課長「第5話」（5月12日、テレビ朝日） - 土井由紀子 役
- 警視庁さくらポリス〜最強の姉妹捜査官〜（5月18日、テレビ東京系列、水曜ミステリー9） - 江川京子 役
- 諏訪のスゴ腕警察医2（6月8日、テレビ東京、水曜ミステリー9） - 金谷千春 役
- 99.9-刑事専門弁護士- 第9話（6月12日、TBS） - 山城育江 役
- 三都IDOL物語（6月24日、HTB、メ〜テレ、KBC） - 謎の美女 役[24][25]
- 本当にあった女の人生ドラマ「本当の幸福」（2016年11月18日、フジテレビ） - 沢野順子 役[26]
- ドクターX〜外科医・大門未知子〜 第4期 第9話（2016年12月8日、テレビ朝日） - 九条映美 役
- 駐在刑事－第4作「奥多摩渓谷に響く悲しき子守唄！」（12月14日、テレビ東京系列、水曜ミステリー9） - 大和田妙子 役

2017年
- 広域警察8・ママを殺した犯人捕まえて!! 河口湖〜富士山〜土肥温泉を巡る殺人事件（1月14日、テレビ朝日系列、土曜ワイド劇場） - 沢村美沙 役
- 新・十津川警部シリーズ1・伊豆・下田殺人ルート（1月23日、TBS系列、月曜名作劇場） - 渡辺ひろみ 役
- 警視庁南平班〜七人の刑事〜10（5月15日、TBS系列、月曜名作劇場） - 乾真理絵 役
- 潔癖クンの殺人ファイル 第3作 事件はワイドショーから始まった（6月23日、BSフジ、午後の名作ドラマ劇場） - 東郷志麻子 役
- はぐれ署長の殺人急行2〜秩父SL迷宮ダイヤ〜（6月26日、TBS系列、月曜名作劇場） - 市毛明日香 役
- ミステリースペシャル「事件18」毒婦と呼ばれた女！夫を無理心中で殺し、今度は愛人を…絶対不利の状況で逆転裁判なるか？消された盗撮カメラの謎（10月5日、テレビ朝日） - 藤尾真由美 役
- 日曜ワイド 白い刑事（10月22日、テレビ朝日） - 田中沙織 役

2018年
- はぐれ署長の殺人急行3〜伊豆・修善寺迷宮ダイヤ〜（1月22日、TBS系列、月曜名作劇場） - 市毛明日香 役
- BG〜身辺警護人〜 第8話・第9話（テレビ朝日系） - 村田靖子 役
- 孤独のグルメ Season7 第5話（5月5日、テレビ東京） - 杉山 役
- はぐれ署長の殺人急行4〜日光鬼怒川連続殺人3時間スペシャル〜（7月9日、TBS系列、月曜名作劇場） - 市毛明日香 役
- 遺留捜査 第5シリーズ 第4話（8月2日、テレビ朝日系列） - 河原真里 役
- 法医学教室の事件ファイルスペシャル（11月18日、テレビ朝日系） - 野上恭子 役

2019年
- 温泉若おかみの殺人推理30（3月3日、テレビ朝日系列、土曜ワイド劇場） -  水野塔子役

#### 2020年代
2020年
- 西村京太郎サスペンス 十津川警部の事件簿・危険な賞金（5月25日、テレビ東京、月曜プレミア8） -  竹内真紀子役
- 未解決の女 警視庁文書捜査官 Season2　第1話（8月6日、テレビ朝日系） - 香坂克子 役
- タリオ 復讐代行の2人 第5話（11月6日、NHK） - 杉坂織江 役

2021年
- 遺留捜査 第6シーズン 第1話（1月14日、テレビ朝日） - 奥田彩月 役

2022年
- ダブル（2022年6月4日 - 8月6日、WOWOW） - 神野美波 役[27]
- 記憶捜査3 第1話（2022年11月4日、テレビ東京） - 鳥谷ゆり子 役

2023年
- 相棒 season21 第13話（2023年1月18日、テレビ朝日） - 牧村智子 役[28]
- ゲキカラドウ2 第4話（2023年4月28日、テレビ東京） - 田淵百合枝 役[29]
- 警視庁追跡捜査係-交錯-（2023年8月7日、テレビ東京） - 西川美也子 役[30]
- 無用庵隠居修行7（2023年9月28日、BS朝日4K） - お咲 役[31]
- 旅人検視官 道場修作「庄内・湯野浜温泉殺人事件」（2023年12月17日、BS日テレ） - 吉崎沙織 役[32]

2024年
- PORTAL-X 〜ドアの向こうの観察記録〜（2024年1月12日 - 、WOWOW）[33][34]
- 降り積もれ孤独な死よ 第5話・第9話（2024年8月4日・9月1日、読売テレビ・日本テレビ系） - 堀内沙織 役[35]
- 新宿野戦病院 第6話（2024年8月7日、フジテレビ） - 高峰英里子 役[36]
- ウイングマン（2024年10月23日 - 12月25日、テレビ東京） - 広野義子 役[37]

2025年
- 日本一の最低男 ※私の家族はニセモノだった 第5話（2025年2月6日、フジテレビ） - 鮫島ふみ 役[19]
- 無用庵隠居修行9（2025年9月23日〈予定〉、BS朝日4K） - お咲 役[38]

#### 2時間サスペンスドラマ シリーズ・レギュラー出演分
- 万引きGメン・二階堂雪シリーズ（1〜17・20）（1998年 - 2008年・2011年、TBS系列、月曜ミステリー劇場） - 白石（旧姓・二階堂）千秋 役
- 刑事吉永誠一 涙の事件簿シリーズ（1〜7・8・11・12）（2004年 - 2008年・2011年・2013年、テレビ東京系列、水曜ミステリー9） - 吉永照子 役
- 美人三姉妹の推理旅行シリーズ（2004年 - 2007年、テレビ朝日系列、土曜ワイド劇場） - 園田里美 役

### その他のテレビ番組
- NHKスペシャル 「ナノ・スペース 超ミクロ宇宙への旅」（1992年）
- 世界悠々 父なる大河 ライン（1997年6月20日 - 22日、NHK BS2）
- 消えた鉄道を歩く〜汽笛が響いた街 夕張〜（1997年、NHK BS-hi）
- ダウンタウンのガキの使いやあらへんで!!絶対に笑ってはいけない熱血教師24時（2012年12月31日、日本テレビ系列）
- 池上彰のJAPANプロジェクト 交通戦争（2014年4月12日、テレビ東京系列）
- ギャップオファー!お願いしたらこうなった（2017年1月31日、フジテレビ系列） - MC[39]
- その原因、Xにあり! 健康長生き25の秘けつSP（2017年5月5日、フジテレビ）実録!辿り着いた原因X「たった1回のくしゃみで始まった謎の頭痛」再現ドラマ - 裕美 役[40]
- 中山忍が出会う一陽来復・東北復興の息吹（2017年11月19日、BSジャパン） - ナビゲーター[41][42]
- 旅するミステリー（2019年、dTV） - ナビゲーター・ナレーション
- 今夜くらべてみました（2020年7月15日、日本テレビ系列） 令和版・彼氏にしたい職業ランキング
- 痛快TV スカッとジャパン（2021年1月25日、フジテレビ系列）「自称セレブママ…まさかの結末」再現ドラマ - 土井夏子 役
- 踊る!さんま御殿!!（2023年6月20日[43]、2023年11月21日、日本テレビ）
- 上田と女が吠える夜 やりたい放題！夏の2時間SP（2023年7月5日、日本テレビ） 「ピュアすぎるヤツ」コーナー[44]
- THE 世代感（2024年12月22日、テレビ朝日）[45]

### WEBドラマ
- おやじキャンプ飯 シーズン3 〜滋賀編〜（2023年12月 - 2024年1月 全6話 Youtube） - 大原京子 役[46][47]
- わかっていても the shapes of love（2024年12月9日 - 30日、ABEMA・Netflix） - 宇佐美早子 役[48]

### アニメ
- アガサ・クリスティーの名探偵ポワロとマープル（2004年、NHK総合テレビ）

### ラジオ番組
- 中山忍のアイドルランド（1989年、AMラジオ数局）
- 志の輔ラジオ 落語DEデート（2011年8月14日、文化放送）

### 映画
- Doki Doki ヴァージン もういちど I LOVE YOU（1990年、日活、【監督：中原俊】）
- 夜逃げ屋本舗2（1993年5月15日公開、光和インターナショナル、【監督：原隆仁】） - 新珠夏貴 役
- ゴジラvsメカゴジラ（1993年12月11日公開、東宝、【監督：大河原孝夫】） - 片桐ゆり 役[2]
- はいすくーる仁義外伝 地を這う者（1994年、大映）
- フィスト・オブ・レジェンド 怒りの鉄拳（1994年、ポニーキャニオン、【監督：ゴードン・チャン】）
- 犯人（ホシ）に願いを（1995年、バンダイビジュアル、【監督：細野辰興】）
- ガメラシリーズ（大映、【監督：金子修介】） - 長峰真弓 役
  - ガメラ 大怪獣空中決戦（1995年3月11日公開）
  - ガメラ3 邪神覚醒（1999年3月6日公開）
- 宮澤賢治 その愛（1996年9月14日公開、松竹、【監督：神山征二郎】） - 伊藤チエ 役
- お墓がない!（1998年、松竹、【監督：原隆仁】）
- クロスファイア（2000年6月10日公開、東宝、【監督：金子修介】）
- 千年の恋 ひかる源氏物語（2001年12月15日公開、東映、【監督：堀川とんこう】） - 葵の上 役
- 恋に唄えば♪（2002年11月16日公開、東映、【監督：金子修介】） - スチュワーデス 役
- バルトの楽園（2006年6月17日公開、東映、【監督：出目昌伸】） - マツ 役
- 大奥（2006年12月23日公開、東映、【監督：林徹】） - 藤川（絵島付部屋方） 役
- さよなら夏休み（2010年春、【監督：小林要】）
- こいのわ 婚活クルージング（2017年秋、KADOKAWA、【監督：金子修介】） - 優子 役[49][50]
- honey（2018年3月31日公開、東映 / ショウゲート、【監督：神徳幸治】） - 鬼瀬香緒里 役[51]
- 時の行路（2020年3月14日公開、共同映画、【監督：神山征二郎】） - 五味夏美 役
- 放課後アングラーライフ（2023年4月29日公開、【監督：城定秀夫】） - めざしの母 役[52][53]
- ソーゾク（2025年10月17日 公開予定、ベストブレーン、【監督/脚本：藤村磨実也】）- 鈴木早苗 役[54][55][56]

### Vシネマ
- 仁義なきイレブン（1993年）
- となりの凡人組（1993年） - 凡野仁子 役
- 湘南純愛組!シリーズ（1995年） - 村越鮎美 役
- 帰ってきた手裏剣戦隊ニンニンジャー ニンニンガールズVSボーイズ FINAL WARS（2016年） - 伊賀崎桜子 役

### 舞台
- 聖闘士星矢（1991年） - 城戸沙織 役 ※SMAP主演
- まぼろし探偵（1994年）
- 新・名古屋嫁入り物語（2000年）
- 世界中がアイ・ラヴ・ユー（2000年）
- 大奥（2007年） - 大奥総取締代理・初島 役（木村多江降板の代役）
- 大奥（2010年） - 大奥総取締代理・初島 役
- 梅と桜と木瓜の花（2016年）
- レッドスネーク、カモン！（2019年） - 主演・猪狩千恵子 役

### CM
- 福武書店 「進研ゼミ中三受験講座」
- 北越銀行
- 森永製菓 アイスクリーム「クレープ屋さん」
- 森永乳業 サンキスト「飲むゼリー」
- 近畿日本鉄道 初詣
- ブルボン 「チーズおかき」
- 花王 「クリアクリーン」
- 日清食品 「カップヌードルSIO」
- 大正製薬　「デントウェル」
- TOTO 「Re Model」
- 小林製薬 「フェミニーナ軟膏」（2008年 - ）

### 音楽番組
- 夜のヒットスタジオDELUXE（フジテレビ）

## 音楽作品
※最高位はオリコン調べによる。

### シングル
| 発売日         | 規格  | 規格品番  | 面 | タイトル                 | 作詞       | 作曲       | 編曲     | 最高位 |
| -------------- | ----- | --------- | -- | ------------------------ | ---------- | ---------- | -------- | ------ |
| 1988年11月2日  | EP    | 07SH-3117 | A  | 小さな決心               | 森雪之丞   | 後藤次利   | 佐藤準   | 18位   |
| 1988年11月2日  | 8cmCD | 10EH-3117 | B  | 明日の恋人               | 森雪之丞   | 後藤次利   | 佐藤準   | 18位   |
| 1989年2月1日   | EP    | 07SH-3158 | A  | 涙、止まれ!              | 森雪之丞   | 後藤次利   | 佐藤準   | 12位   |
| 1989年2月1日   | 8cmCD | 10EH-3158 | B  | 夢と風の季節             | 森雪之丞   | 後藤次利   | 佐藤準   | 12位   |
| 1989年5月1日   | EP    | 07SH-3274 | A  | 負けないで、勇気         | 森雪之丞   | 後藤次利   | 米光亮   | 18位   |
| 1989年5月1日   | 8cmCD | 10EH-3274 | B  | 夏のエトランゼ           | 及川眠子   | 網倉一也   | 佐藤準   | 18位   |
| 1989年8月10日  | EP    | 07SH-3318 | A  | 夏に恋するAWATENBO       | 森雪之丞   | 後藤次利   | 米光亮   | 17位   |
| 1989年8月10日  | 8cmCD | 11EH-3318 | B  | 雨に濡れた制服           | 森雪之丞   | 後藤次利   | 米光亮   | 17位   |
| 1989年11月1日  | 8cmCD | CSDL-3022 | 1  | 駈けてきた処女（おとめ） | 阿木燿子   | 井上陽水   | 佐藤準   | 24位   |
| 1989年11月1日  | 8cmCD | CSDL-3022 | 2  | 軽蔑                     | 森雪之丞   | 後藤次利   | 後藤次利 | 24位   |
| 1990年3月1日   | 8cmCD | CSDL-3067 | 1  | 光のオペラ               | 巻上公一   | 奥田民生   | 有賀啓雄 | 24位   |
| 1990年3月1日   | 8cmCD | CSDL-3067 | 2  | ときめきを唇に           | 石川あゆ子 | 中崎英也   | 鷺巣詩郎 | 24位   |
| 1990年7月1日   | 8cmCD | CSDL-3119 | 1  | 箱入り娘の嘆き           | YOU        | 戸田誠司   | 戸田誠司 | 53位   |
| 1990年7月1日   | 8cmCD | CSDL-3119 | 2  | 告白インフォメーション   | 森若香織   | 森若香織   | 有賀啓雄 | 53位   |
| 1990年12月21日 | 8cmCD | CSDL-3214 | 1  | ロマンティック           | 山崎羽咲   | 高浪慶太郎 | 小西康陽 | 61位   |
| 1990年12月21日 | 8cmCD | CSDL-3214 | 2  | ふたりは出逢える         | 中山忍     | 木戸泰弘   | 清水信之 | 61位   |

「楽天使」名義（河田純子、田山真美子との期間限定ユニット）
- 天使たちのシンフォニー （1989年12月17日、CSDL-3047）
  - c/w　天使たちのシンフォニー（インストゥルメンタル）

「七つ星」名義（河田純子、田山真美子、Lip's、宍戸留美との期間限定ユニット）
- リボン結びのWAKU WAKU（1990年11月21日、CSDL-3193）
  - c/w  12月の特別な夜

### アルバム

#### オリジナル・アルバム
1. 決心（1989年6月1日）
2. 虹のリトグラフ（1989年12月1日）
3. 箱入り娘〜このままじゃいられないわ〜（1990年8月1日）

#### ベスト・アルバム
1. 今日までそして明日から（1991年1月1日）
「花は何処にあるの?」（作詞・作曲：村下孝蔵）収録
2. アイドル・ミラクルバイブルシリーズ 中山忍（2005年11月30日）

## 書籍

### 写真集
- でかダンク 中山忍 16才・夏 女子高生通信（1989年7月30日、集英社、撮影：根本好伸）
- SILKY（1990年11月、ワニブックス、撮影：野村誠一）ISBN 978-4-84702-162-6
- blue tomato〈TYO tiny pictures〉（1991年1月、CBSソニー出版）ISBN 978-4-78970-624-7